# Der Crash ist die Lösung

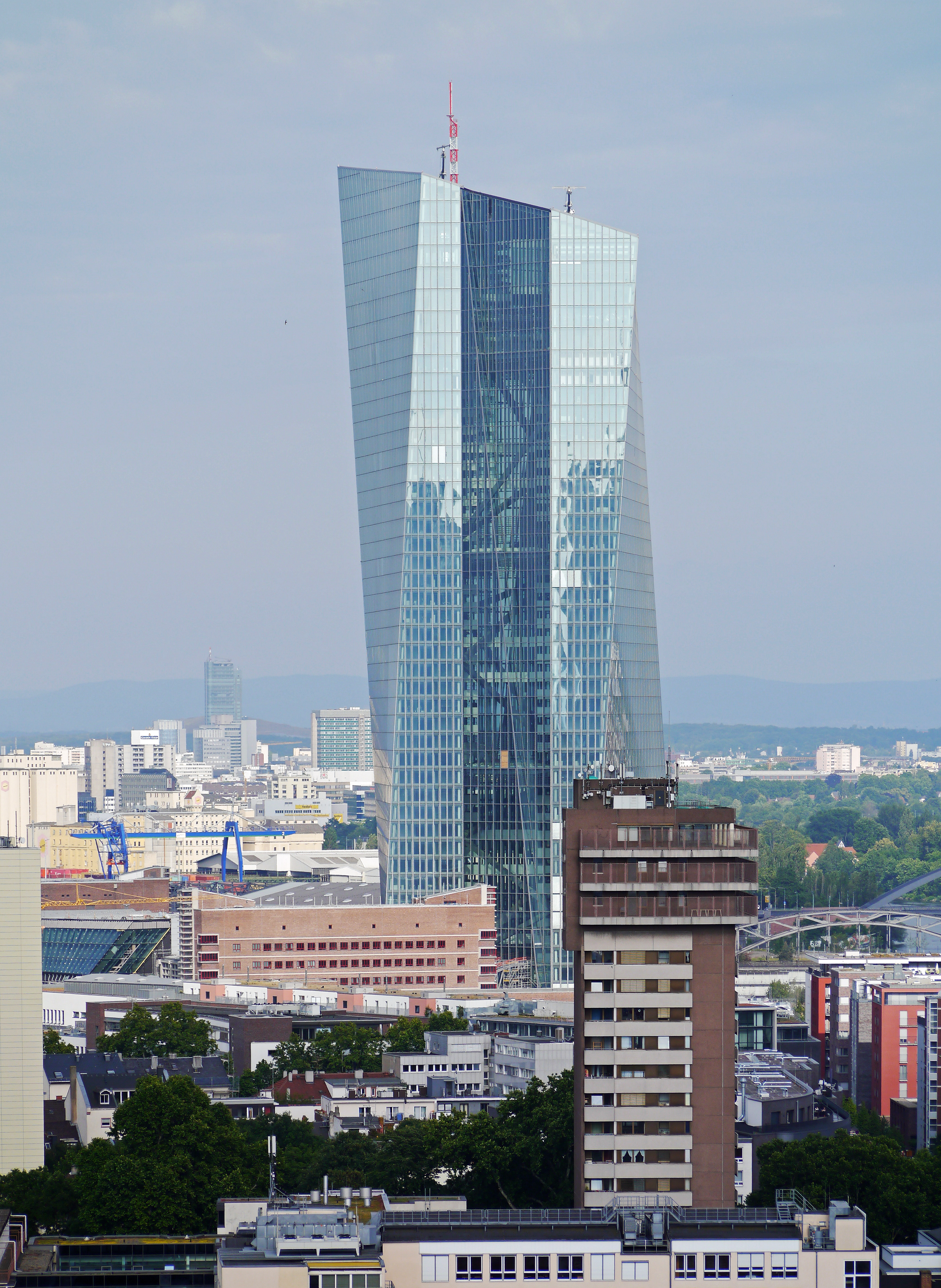
Die Europäische Zentralbank in Frankfurt am Main: Ihre Leitzins-Politik wird von Weik und Friedrich kritisiert.

Das Wirtschaftssachbuch Der Crash ist die Lösung. Warum der finale Kollaps kommt und wie Sie Ihr Vermögen retten von den Autoren Matthias Weik und Marc Friedrich erschien im Mai 2014.

## Inhalt
Weik und Friedrich, die bereits mit Der größte Raubzug der Geschichte einen Bestseller im Bereich der Wirtschaftssachbücher geschrieben haben, behaupten in Der Crash ist die Lösung Schieflagen und Konsequenzen des aktuellen Finanzsystems. Der private Vermögensschutz und die Perspektiven nach einem als unumgänglich betrachteten Kollaps der Wirtschaft werden behandelt.
In der einleitenden Bestandsaufnahme stellen die Autoren dar, dass seit dem Ausbruch der Finanzkrise 2007 keine nennenswerten Maßnahmen zur Regulation der Märkte durchgeführt worden seien. Betont wird das weiterhin bestehende Risiko von Großbanken, die gewöhnlich ein geringes Eigenkapital und gleichzeitig stark wachsende Bilanzen durch niedrige Zinsen und Fusionen vorweisen. Weik und Friedrich erklären, dass einigen der Banken eine Systemrelevanz zugeordnet wird, die Steuerzahler zu einer eventuellen Rettung verpflichtet, während erzielte Gewinne einbehalten würden. Das Finanzsystem muss nach ihrer Auffassung zwangsläufig kollabieren und Wohlstand kosten. Gleichzeitig liege darin die Chance für einen Wandel zu einer echten sozialen Marktwirtschaft und zu einer gerechteren Gesellschaft.
Im Verlauf des Buches werden die Ansichten der Autoren über das derzeitige Finanzsystems detailliert dargestellt und mit zahlreichen Beispielen illustriert. Folgende Kernaussagen stellt das Buch zur Diskussion:
- Der Euro sei insbesondere für Südeuropa ein Wohlstandsvernichter. Statt weitere Rettungsversuche für die Gemeinschaftswährung zu unternehmen, sollten wieder Nationalwährungen eingeführt werden, so die Auffassung der Autoren.
- Die Notenbanken halten die Leitzinsen nahe Null, so dass die Verzinsung der Ersparnisse in der Regel unter der Inflationsrate liegt und von einer schleichenden Enteignung gesprochen werden kann. Insbesondere die EZB-Politik führe nicht nur zu Spekulationsblasen am Immobilien- und Aktienmarkt, sondern auch zu sinkenden Renten: Wer in Deutschland seit 2012 arbeitet und bis zur gesetzlichen Rente Beiträge einbezahlt, dem stehen später nur noch 55,2 Prozent des Nettoeinkommens zur Verfügung.
- Die Staaten sind mit dem Verkauf ihrer Schulden (Staatsanleihen) an die Banken von diesen abhängig und sichern sie mit Steuergeldern ab. Während die Verluste der Banken somit sozialisiert werden, bleiben ihre Gewinne jedoch erhalten und fließen in überhöhte Gehälter oder Bonuszahlungen.
- Das von den Banken in Umlauf gebrachte Geld stelle Schulden dar, die wegen Zins und Zinseszins exponentiell anwachsen würden. Zu ihrer Tilgung wäre ein ebenso exponentielles Wirtschaftswachstum notwendig, das aber wegen begrenzter Ressourcen und Sättigungseffekte nicht möglich ist. Folge: Kein Staat wird seine Schulden auf regulärem Weg zurückzahlen können.
- Keines der Euro-Länder hielte sich an die 1993 beschlossenen Maastrichter Kriterien, nach denen die Neuverschuldung 3 Prozent des Bruttoinlandsprodukts (BIP) nicht überschreiten darf und die Gesamtschulden höchstens 60 Prozent des BIP betragen dürfen. Obwohl nach dem „Vertrag über die Arbeitsweise der Europäischen Union“ keines der Euro-Länder für die Schulden eines anderen Euro-Landes haften sollte, sei genau das seit der griechischen Finanzkrise der Fall.

Die Autoren behaupten, dass Vermögensanlagen dauerhaft keine Rendite mehr bringen können, sondern im besten Fall einen Werterhalt ermöglichen. Ein großes Risiko stellen nach Auffassung von Weik und Friedrich platzende Staatsanleihen dar, die Lebensversicherungen und Renten gefährden. Es wird darauf hingewiesen, dass zur Vermeidung von Staatspleiten Steuern, Abgaben und Gebühren erhöht, Sondersteuern eingeführt und Enteignungen durchgeführt werden. Zur möglichst breit gefächerten Vermögensabsicherung werden Bargeldreserven, Gold, Silber, Whisky, bewirtschaftete Grundstücke und direkte Beteiligungen an Unternehmen der Region empfohlen. Auch ein Engagement bei Crowdfunding-Projekten wird begrüßt. Bei Immobilien gelte es, Verschuldung zu vermeiden und Besteuerung und Wertverlust zu berücksichtigen. Vor einem Einstieg in einen überbewertet und labil erscheinenden Aktienmarkt wird ebenso gewarnt wie vor verschiedensten Sammlungen (wie Kunst, Uhren, Briefmarken oder Porzellan), deren Liebhaberwert über dem Materialwert liegt.
Ein Crash als Zusammenbruch des aktuellen Wirtschafts- und Finanzsystems mit einhergehendem Wohlstandsverlust geschieht gemäß Weik und Friedrich zwangsläufig, auch wenn Zeitpunkt und Ablauf nicht vorhergesagt werden können. Für die Zeit nach dem Kollaps sehen sie die Möglichkeit, ein nachhaltiges System für eine gerechtere Gesellschaft aufzubauen. Hierfür seien unter anderem folgende Maßnahmen notwendig: Installation eines Vollgeldsystems, Erhöhung der Eigenkapitalquote von Banken, Einführung von Finanztransaktionssteuern, Rückkehr zu nationalen Währungen mit freien Wechselkursen, Rückkehr zu einem von realen Werten gedeckten Geldsystem, Kontrolle von Lobbyismus. Zudem wird eindrücklich gefordert, dass Banken für ihre Risiken haften müssen und pleitegehen können. Der Neubeginn müsse von mündigen Bürgern und Investoren ausgehen. Bildung, Demut, Respekt und Zusammenhalt bilden demnach zentrale Werte.

## Bibliografie
Der Crash ist die Lösung. Warum der finale Kollaps kommt und wie Sie Ihr Vermögen retten. Eichborn, Köln 2014, ISBN 978-3-8479-0554-7.

## Ranking
Das Buch war in diversen Bestsellerlisten vertreten:
- 18 Monate auf der Manager-Magazin-Wirtschaftsbestsellerliste. Topplatzierung: Platz 1.[1]
- 49 Wochen auf der Spiegel-Sachbuch-Hardcover-Bestsellerliste. Topplatzierung: Platz 2.[1]
- seit Erscheinen auf der Spiegel-Sachbuch-Paperback-Bestsellerliste.[1]
- Erfolgreichstes Wirtschaftsbuch 2014

## Rezension
Nach der Neuen Zürcher Zeitung gebe das Buch „einen guten Überblick über mögliche Anlagechancen in diesen für Investoren schwierigen Zeiten“.